# Стожки (дворянский род)
Стожки — дворянский род.
Потомство Фёдора Даниловича Стожка, сотника Батуринского (1713—1732).

## Описание герба
В красном поле сердце, пронзенное копьем и опрокинутыми стрелою и мечом в звезду.
На щите дворянский коронованный шлем. Нашлемник: три страусовых пера.